# Jarell Eddie
Jarell Eddie (Tampa, 30 ottobre 1991) è un cestista statunitense.

## Statistiche

### College
| Anno      | Squadra           | PG  | PT | MP   | TC%  | 3P%  | TL%  | RP  | AP  | PRP | SP  | PP   |
| --------- | ----------------- | --- | -- | ---- | ---- | ---- | ---- | --- | --- | --- | --- | ---- |
| 2010-2011 | Virg. Tech Hokies | 27  | 0  | 10,9 | 36,8 | 21,9 | 68,8 | 2,2 | 0,5 | 0,1 | 0,3 | 2,9  |
| 2011-2012 | Virg. Tech Hokies | 33  | 32 | 27,3 | 42,5 | 44,3 | 86,8 | 4,8 | 1,4 | 0,5 | 0,4 | 9,1  |
| 2012-2013 | Virg. Tech Hokies | 32  | 28 | 30,3 | 39,6 | 32,1 | 84,2 | 5,6 | 1,3 | 0,3 | 0,8 | 12,3 |
| 2013-2014 | Virg. Tech Hokies | 31  | 30 | 32,6 | 35,5 | 37,6 | 77,8 | 5,4 | 1,2 | 0,4 | 0,4 | 13,3 |
| Carriera  | Carriera          | 123 | 90 | 25,8 | 38,5 | 36,5 | 81,2 | 4,6 | 1,1 | 0,3 | 0,5 | 9,6  |

### NBA

#### Regular Season
| Anno      | Squadra        | PG | PT | MP   | TC%  | 3P%  | TL%  | RP  | AP  | PRP | SP  | PP  |
| --------- | -------------- | -- | -- | ---- | ---- | ---- | ---- | --- | --- | --- | --- | --- |
| 2015-2016 | Wash. Wizards  | 26 | 0  | 5,7  | 30,8 | 31,9 | 100  | 0,9 | 0,2 | 0,2 | 0,0 | 2,4 |
| 2016-2017 | Phoenix Suns   | 5  | 0  | 12,4 | 31,6 | 25,0 | 88,9 | 1,4 | 0,0 | 0,2 | 0,0 | 4,8 |
| 2017-2018 | Boston Celtics | 2  | 0  | 3,0  | 0,0  | 0,0  | -    | 0,5 | 0,0 | 0,5 | 0,0 | 0,0 |
| 2017-2018 | Chicago Bulls  | 1  | 0  | 3,0  | 0,0  | 0,0  | -    | 0,0 | 0,0 | 0,0 | 0,0 | 0,0 |
| Carriera  | Carriera       | 34 | 0  | 6,4  | 30,2 | 29,2 | 94,1 | 0,9 | 0,1 | 0,2 | 0,0 | 2,6 |

### G League

#### Regular Season
| Anno      | Squadra          | PG  | PT | MP   | TC%  | 3P%  | TL%  | RP  | AP  | PRP | SP  | PP   |
| --------- | ---------------- | --- | -- | ---- | ---- | ---- | ---- | --- | --- | --- | --- | ---- |
| 2014-2015 | Austin Spurs     | 44  | 18 | 26,2 | 44,2 | 45,2 | 87,6 | 3,4 | 0,9 | 0,7 | 0,2 | 12,9 |
| 2015-2016 | Austin Spurs     | 11  | 9  | 28,6 | 53,0 | 52,5 | 94,4 | 4,0 | 1,0 | 0,4 | 0,2 | 14,1 |
| 2016-2017 | Austin Spurs     | 25  | 14 | 26,9 | 41,5 | 33,6 | 87,5 | 3,5 | 1,2 | 0,6 | 0,3 | 11,1 |
| 2016-2017 | Windy City Bulls | 20  | 13 | 30,1 | 50,0 | 49,3 | 84,6 | 4,5 | 2,0 | 0,5 | 0,6 | 17,8 |
| 2017-2018 | Windy City Bulls | 28  | 27 | 36,5 | 44,3 | 43,8 | 91,9 | 5,4 | 1,9 | 1,0 | 0,4 | 17,4 |
| Carriera  | Carriera         | 128 | 81 | 29,4 | 45,5 | 44,1 | 88,9 | 4,1 | 1,4 | 0,7 | 0,3 | 14,4 |

#### Playoffs
| Anno     | Squadra      | PG | PT | MP   | TC%  | 3P%  | TL%  | RP  | AP  | PRP | SP  | PP   |
| -------- | ------------ | -- | -- | ---- | ---- | ---- | ---- | --- | --- | --- | --- | ---- |
| 2015     | Austin Spurs | 6  | 3  | 31,3 | 35,1 | 32,7 | 81,3 | 4,7 | 1,3 | 0,5 | 0,3 | 13,8 |
| Carriera | Carriera     | 6  | 3  | 31,3 | 35,1 | 32,7 | 81,3 | 4,7 | 1,3 | 0,5 | 0,3 | 13,8 |

### Eurolega
| Anno      | Squadra    | PG | PT | MP   | TC%  | 3P%  | TL%  | RP  | AP  | PRP | SP  | PP  |
| --------- | ---------- | -- | -- | ---- | ---- | ---- | ---- | --- | --- | --- | --- | --- |
| 2020-2021 | Fenerbahçe | 32 | 0  | 17,0 | 46,3 | 44,9 | 90,5 | 2,1 | 0,4 | 0,3 | 0,1 | 5,9 |
| Carriera  | Carriera   | 32 | 0  | 17,0 | 46,3 | 44,9 | 90,5 | 2,1 | 0,4 | 0,3 | 0,1 | 5,9 |

### Eurocup
| Anno      | Squadra  | PG | PT | MP   | TC%  | 3P%  | TL%  | RP  | AP  | PRP | SP  | PP   |
| --------- | -------- | -- | -- | ---- | ---- | ---- | ---- | --- | --- | --- | --- | ---- |
| 2023-2024 | U Cluj   | 19 | 17 | 23,7 | 46,8 | 47,2 | 93,1 | 3,8 | 0,9 | 0,6 | 0,2 | 10,2 |
| Carriera  | Carriera | 19 | 17 | 23,7 | 46,8 | 47,2 | 93,1 | 3,8 | 0,9 | 0,6 | 0,2 | 10,2 |

## Palmarès

### Squadra
- Leaders Cup: 1

Strasburgo: 2019
- Coppa di Romania: 1

U Cluj: 2024

### Individuale
- MVP Leaders Cup: 1

Strasburgo: 2019